# Palacio de Santoña
El palacio de Santoña o palacio de los duques de Santoña (antiguamente palacio de Goyeneche) es un palacio urbano español que se encuentra en la esquina de las calles Huertas y Príncipe, en la ciudad de Madrid. Se trata de una construcción del siglo XVI, reformada posteriormente en el siglo XVIII por el arquitecto Pedro de Ribera, y en el siglo XIX por Antonio Ruiz de Salces.

## Historia
En el siglo XVI ya existía un palacio en la parcela, según el arquitecto Mariano Carderera y Ponzán, y en 1576 era propiedad de los marqueses de Fresneda y vizcondes del Fresno.
En 1593 adquiere cierta relevancia, debido a que sirvió de residencia durante algún tiempo al príncipe de Marruecos Muley Xeque, conocido como el Príncipe Negro y que después de bautizado se llamó Felipe de África.
Los planos de Witt (1635) y Texeira (1656) incluyen el palacio.

### Palacio de Goyeneche
En 1731 el antiguo caserón fue adquirido por el político y banquero Juan Francisco de Goyeneche, marqués de Ugena. Este terrateniente navarro había acumulado una gran fortuna como banquero de Felipe V e Isabel de Farnesio en las primeras décadas del siglo XVIII.
El arquitecto de confianza de Goyeneche era José de Churriguera, pero, tras su muerte en 1725, para la reforma del palacio recién adquirido, se vio forzado a buscar un nuevo arquitecto. Resultó elegido Pedro de Ribera, continuador del estilo barroco de los Churriguera. Obra suya fue la portada de la calle Huertas, labrada en granito, ejemplo genuino del estilo de Ribera.
Fallecido en 1744 el marqués de Ugena, su viuda María de la Cruz Acedo siguió residiendo en el palacio hasta su muerte.
En 1800 el palacio fue alquilado por los sucesores de Goyeneche a la Contaduría del Pósito Real, siguiendo la costumbre familiar de rentabilizar sus construcciones.
Tras la guerra de la Independencia volvió a ser habitada por los condes de Saceda, pertenecientes a la poderosa familia de los Goyeneche, hasta el año 1874. Ese año es adquirido por don Juan Manuel de Manzanedo, Marqués de Manzanedo y Duque de Santoña, del que toma su nombre actual.

### Palacio de Santoña
Bajo la magnificencia de los duques de Santoña, el palacio adquiere la categoría de los más representativos palacios del siglo XIX. A Juan Manuel de Manzanedo se debe la reforma más importante nada más adquirirlo en 1874, encomendada al arquitecto Antonio Ruiz de Salces, quien copió la portada principal en la fachada de la calle Príncipe.
El 19 de agosto de 1882 muere Juan Manuel de Manzanedo. Poco antes de su fallecimiento llega su hija desde Cuba para, después de su muerte, denunciar a su madrastra por la herencia de su padre. Tras diez años de pleitos, en los que la duquesa viuda se vio traicionada por sus abogados y administradores, el juicio terminó con fallo a favor de la hija. En el año 1893, arruinada a consecuencia del largo proceso y por embargo judicial, la duquesa de Santoña debe abandonar el palacio.
La propiedad pasó entonces a José Canalejas, político del Partido Liberal y presidente del Gobierno, que lo habitó hasta el día de su asesinato, el 12 de noviembre de 1912. Su viuda continuó ocupando el palacio hasta su muerte, momento en que pasó a uno de sus sobrinos, que a su vez vendió la propiedad el 6 de junio de 1933 a la Cámara de Comercio e Industria de Madrid, su actual propietaria y de la cual fue sede hasta el año 2003.
En el año 2022 el palacio es la sede del Torneo de Candidatos de 2022 de ajedrez para seleccionar el rival para disputar el Mundial de Ajedrez de 2023 contra el actual campeón.

## Descripción
El aspecto exterior del edificio muestra las trazas típicas de los palacios madrileños del siglo XVIII. Composiciones simétricas con perspectiva horizontal, combinando ladrillo con cantería, sobre todo en la portada principal, labrada en granito y con los elementos decorativos habituales hasta entonces en la madera de los retablos, que Ribera se especializó en aplicar a portadas palaciegas.
Cuando en el siglo XIX los duques de Santoña adquirieron el palacio lo adaptaron a los gustos de la época, decoración exótica con influencias orientales, que se ha conservado hasta la actualidad. En las paredes de sus estancias hay pinturas alusivas al comercio y a la industria, entremezcladas con otras relacionadas con las Bellas Artes.
Varios salones del palacio son dignos de nombrar por su valor artístico:
- Salón de Fiestas: esta sala incluye varios cuadros atribuidos a Francisco Sans Cabot, que representan el origen del título de Santoña y una alegoría de las cuatro estaciones.
- Salón Pompeyano: recibe el nombre del estilo en él está decorado. Las pinturas del techo y de los medallones, cuya temática incluye alegorías de las artes plásticas y retratos de artistas renacentistas, fueron obra de Manuel Domínguez.
- La Rotonda: destaca el contraste de colores de los mármoles, así como las pinturas que la decoran, atribuidas a Plácido Francés.